# Namuwita
La namuwita és un mineral de la classe dels sulfats. El nom prové de l'acrònim per al Museu Nacional de Gal·les (en anglès NAtional MUseum of Wales). Pot ser d'aspecte semblant a la schulenbergita i a la minohlita.

## Classificació
Segons la classificació de Nickel-Strunz, la namuwita pertany a «07.D - Sulfats (selenats, etc.) amb anions addicionals, amb H₂O, amb cations de mida mitjana només; plans d'octaedres que comparteixen vores» juntament amb els següents minerals: felsőbanyaïta, langita, posnjakita, wroewolfeïta, spangolita, ktenasita, christelita, campigliaïta, devil·lina, ortoserpierita, serpierita, niedermayrita, edwardsita, carrboydita, glaucocerinita, honessita, hidrohonessita, motukoreaita, mountkeithita, shigaïta, wermlandita, woodwardita, zincaluminita, hidrowoodwardita, zincowoodwardita, natroglaucocerinita, nikischerita, lawsonbauerita, torreyita, mooreïta, bechererita, ramsbeckita, vonbezingita, redgillita, calcoalumita, nickelalumita, kyrgyzstanita, guarinoïta, schulenbergita, theresemagnanita, UM1992-30-SO:CCuHZn i montetrisaïta.

## Característiques
La namuwita és un sulfat de fórmula química (Zn,Cu)₄(SO₄)(OH)₆·4H₂O. Cristal·litza en el sistema trigonal. La seva duresa a l'escala de Mohs és 2.

## Formació i jaciments
El mineral es troba incrustant hidrocinzita. S'ha descrit a Austràlia, Àustria, Alemanya, República Txeca, França, Itàlia, Grècia, Marroc, Namíbia, Noruega, Romania, Eslovènia, Regne Unit i els EUA.